# Michail Alexandrowitsch Bogdanow
Michail Alexandrowitsch Bogdanow (russisch Михаил Александрович Богданов; * 4.jul. / 17. November 1914greg. in Wyborg, Großfürstentum Finnland; † 20. September 1995 in Moskau) war ein sowjetischer bzw. russischer Szenenbildner und Artdirector.

## Leben
Bogdanow begann seine Karriere im Filmstab 1946 als Zeichner bei der Vorproduktion zu Alexander Lukitsch Ptuschkos Märchenfilm Die steinerne Blume. Ab 1949 war er als Szenenbildner tätig, unter anderem an Michail Kalatosows Kriegsfilm Feindlicher Wirbelwind. Beim Abenteuerfilm Fahrt über drei Meere wirkte er 1957 erst- und letztmals als Artdirector. 1969 war er für Sergei Fjodorowitsch Bondartschuks Historienfilm Krieg und Frieden zusammen mit Gennadi Mjasnikow, Georgi Koschelew und Wladimir Uwarow für den Oscar in der Kategorie Bestes Szenenbild nominiert, die Auszeichnung ging in diesem Jahr jedoch an das Filmmusical Oliver. Auch bei den British Academy Film Awards 1970 ging Bogdanow leer aus.

## Filmografie (Auswahl)
- 1946: Die steinerne Blume (Kamenny zwetok)
- 1949: Die Welt soll blühen (Mitschurin)
- 1953: Feindlicher Wirbelwind (Wichri wraschdebnyje)
- 1957: Fahrt über drei Meere (Choschdenije sa tri morja)
- 1962: Husarenballade (Gusarskaja ballada)
- 1965: Krieg und Frieden (Woina i mir)
- 1972: Die Alten, diese Räuber (Stariki-rasboiniki)
- 1974: Die unglaubwürdigen Abenteuer der Italiener in Rußland (Newerojatnyje prikljutschenija italjanzew w Rossii)

## Auszeichnungen und Nominierungen (Auswahl)
- 1959: Titel Verdienter Künstler der RSFSR
- 1969: Titel Volkskünstler der RSFSR
- 1969: Oscar-Nominierung in der Kategorie Bestes Szenenbild für Krieg und Frieden
- 1970: BAFTA-Film-Award-Nominierung in der Kategorie Bestes Szenenbild für Krieg und Frieden
- 1985: Titel Volkskünstler der UdSSR
- Ehrenzeichen der Sowjetunion